# Search based application
Search based application, abreviado SBA o aplicaciones basadas en búsqueda es una nueva generación de aplicaciones software que basan su tecnología en la búsqueda corporativa. La SBA permite la consolidación de datos y otorga al usuario final una visión global de todos los sistemas de información. Las aplicaciones de los Motores de Búsqueda empresariales son múltiples, pero se puede afirmar ofrecen información en tiempo real y mejoran la toma de decisión. 
Las SBA, o Aplicaciones Basadas en Búsqueda, también reducen costes y cuentan en general, con un buen retorno de la inversión. Además simplifica el uso de la Business Intelligence tradicional y en casos reales de cliente de la compañía se han suprimido hasta 25 datamarts y el uso de 1500 licencias.
Exalead, multinacional francesa con más de 10 años de experiencia en el mundo de la búsqueda empresarial, utiliza las aplicaciones básadas en búsquedas para mejorar la experiencia de los usuarios, además ha sido recién catalogada como "Challenger" en el cuadrante mágico de Gartner de 2009 de Tecnologías de Acceso a la Información.